# There's a Key
There's a Key is een nummer van de Nederlandse danceact 2 Brothers on the 4th Floor, met zangeres Des'Ray en rapper D-Rock. Het nummer werd uitgebracht in 1996 als vijfde single van het tweede studioalbum 2 en behaalde de zevende plaats in de Mega Top 50, tevens behaalde het de alarmschijf. Het is gebaseerd op "Rain and Tears" van Aphrodite's Child, dat op zijn beurt weer gebaseerd is op Johann Pachelbels Canon in D. Ook de eerdere single Fairytales uit hetzelfde album was gebaseerd op Pachelbels Canon in D. In datzelfde jaar verscheen er ook een kerstversie van There's A Key, genaamd Christmas Time. Deze behaalde echter geen hitlijst.